# Fatoin (Io Kufeu)
Fatoin is een bestuurslaag in het regentschap Belu van de provincie Oost-Nusa Tenggara, Indonesië. Fatoin telt 620 inwoners (volkstelling 2010).